# Eparchie Panny Marie Královny míru ve Spojených státech amerických a v Kanadě
Eparchie Panny Marie Královny míru ve Spojených státech amerických a v Kanadě je eparchie Syrsko-malankarské katolické církve bezprostředně podřízená Svatému stolci. Hlavním chrámem je katedrála sv. Vincenta z Pauly (St. Vincent de Paul Malankara Catholic Cathedral) v Elmontu, New York. Roku 2016 měl exarchát 11 500 věřících, 16 diecézních a 1 řeholního kněze (17 celkem), 1 řeholníka a 31 řeholnic a 3 seminaristy ve 19 farnostech.

## Historie
Předchůdcem eparchie byl Apoštolský exarchát ve Spojených státech amerických vytvořený 14. července 2010 papežem Benediktem XVI. pro věřící syrsko-malankarského ritu v USA. Prvním exarchou byl Thomas Eusebios Naickamparampil, titulární biskup Lareský. Papež František dne 4. ledna 2016 povýšil exarchát na eparchii, dosavadní exarcha se stal eparchou, tedy sídelním biskupem a zároveň byla jeho pravomoc územně rozšířen i na věřící syrsko-malankarského ritu v Kanadě. 

## Seznam apoštolských exarchů a eparchů
- Thomas Eusebios Naickamparampil (od 2010 exarcha, od r. 2016 eparcha)
- Philippos Stephanos Thottathil (od 2017)